# 奇偶檢驗矩陣
在编码理论裡，線性區塊碼 C 的奇偶檢驗矩陣（英語：parity-check matrix）是描述码字的成分间必须满足的线性关系的一个矩阵。它可以用来决定一个特定向量是否为码字，也用在译码算法中。

## 定义
形式上，线性码 C 的奇偶檢驗矩陣 H 是对偶码 C⊥ 的生成矩阵。这就意味着当且仅当矩阵-向量乘积 Hc⊤  = 0（一些作者会写成其等价形式cH⊤ = 0）时，码字 c 才会在 C  中。
奇偶檢驗矩陣的行是奇偶检验方程的系数。也就是說，它們表示每个碼字中的某些數字（成分）如何線性組合可以等於零。例如，奇偶檢驗矩陣
{\displaystyle H=\left[{\begin{array}{cccc}0&0&1&1\\1&1&0&0\end{array}}\right]},
紧凑表示了向量 {\displaystyle (c_{1},c_{2},c_{3},c_{4})} 要成为 C 的码字必须满足的奇偶检验方程，
{\displaystyle {\begin{aligned}c_{3}+c_{4}&=0\\c_{1}+c_{2}&=0\end{aligned}}}.
根据定义，奇偶检验矩阵直接遵循该码的最小距离为，使得奇偶检验矩阵 H 的任意 d - 1 列都线性无关并且存在 d 列线性相关的最小数 d。

## 建立奇偶檢驗矩陣
某一给定碼的奇偶校驗矩陣可以从其生成矩阵导出（反之亦然）。若一 [n,k] 码的生成矩陣是標準形式 
{\displaystyle G={\begin{bmatrix}I_{k}|P\end{bmatrix}}},
则奇偶檢驗矩陣为
{\displaystyle H={\begin{bmatrix}-P^{\top }|I_{n-k}\end{bmatrix}}},
因為
{\displaystyle GH^{\top }=P-P=0}.
取反是在有限域 Fq 内进行的。注意如果所处的域的特征为 2（即在这个域中 1 + 1 = 0），如在二元码中一样，因此 -P = P，所以取反是不需要的。
例如，如果一个二元码的生成矩阵
{\displaystyle G=\left[{\begin{array}{cc|ccc}1&0&1&0&1\\0&1&1&1&0\\\end{array}}\right]},
则其奇偶檢驗矩陣就是
{\displaystyle H=\left[{\begin{array}{cc|ccc}1&1&1&0&0\\0&1&0&1&0\\1&0&0&0&1\\\end{array}}\right]}.

## 伴随式
对向量空间环境中的任意（行）向量 x，s = Hx⊤ 称为 x 的伴随式。当且仅当 s = 0 时向量 x 为码字。计算伴随式是伴随式译码算法的基础。